# Vụ tai nạn máy bay Lockheed Constellation của BOAC năm 1954
Một chiếc Lockheed L-749A Constellation của British Overseas Airways Corporation đã bị rơi và bốc cháy khi đang cố gắng hạ cánh xuống Sân bay Kallang vào ngày 13 tháng 3 năm 1954, khiến 33 trong số 40 hành khách và phi hành đoàn thiệt mạng. Vụ tai nạn xảy ra khi máy bay đâm vào đê chắn sóng khi đang tiếp cận đường băng. Cuộc điều tra cho rằng nguyên nhân là do phi hành đoàn mệt mỏi, cơ trưởng đã làm việc trong 21 giờ. Các nhân viên điều tra cũng chỉ trích thái độ làm việc của đơn vị cứu hỏa sân bay. Đây là vụ tai nạn hàng không có số người chết cao nhất tại Singapore.

## Chuyến bay
Máy bay đang vận hành chuyến bay chở khách theo lịch trình chung của liên doanh Qantas – BOAC từ Sydney, Úc, đến London, Anh. Sau khi dừng chân tại Jakarta, Indonesia, máy bay đã bị rơi khi hạ cánh xuống Sân bay Kallang.   Máy bay là Lockheed L-749A Constellation, một máy bay chở khách một tầng cánh thấp với bốn động cơ Wright R-3350 Duplex-Cyclone. Nó đã bay lần đầu tiên tại Hoa Kỳ vào năm 1947. Chiếc máy bay ban đầu hoạt động cho hãng hàng không Eastern Air Lines. Sau đó nó đã được bán cho hãng hàng không quốc gia Ireland - Aer Lingus vào ngày 16 tháng 9 năm 1947. Và nó đã được bán lại cho BOAC cùng với 5 chiếc máy bay Lockheed L-749A Constellation khác vào năm 1948 với số đăng kí là G-ALAM và được đặt tên là Belfast. 

## Tai nạn
Vụ tai nạn xảy ra khi máy bay đâm vào đê chắn sóng khi đang tiếp cận đường băng 06 tại Sân bay Kallang, làm hỏng thiết bị hạ cánh và gây rò rỉ nhiên liệu từ bình nhiên liệu số ba. Khi máy bay tiếp đất lần thứ hai trên đường băng, thiết bị hạ cánh của máy bay bị sập và máy bay trượt cho đến khi cánh bên phải bị gãy. Phần còn lại của máy bay trượt sang phải, nằm ngửa với thân máy bay tách thành hai mảnh, và một trong các động cơ tiếp tục trượt thêm 91m.  Máy bay đã bốc cháy khi nó dừng lại. Năm thành viên phi hành đoàn đã thoát khỏi buồng lái, và hai người nữa qua một vết rách trên thân máy bay. Một tiếp viên hàng không và hai hành khách đã được đưa ra ngoài, nhưng 2 hành khách đó và cô tiếp viên đã chết trên đường đến bệnh viện do vết thương của quá nặng. 
Tất cả 31 hành khách cùng với 2 thành viên phi hành đoàn đều thiệt mạng trong vụ tai nạn.

## Điều tra
Chính quyền thuộc địa đã tổ chức một cuộc điều tra về vụ tai nạn từ ngày 31 tháng 5 đến ngày 16 tháng 8.  Vụ tai nạn được cho là vì phi hành đoàn thực hiện phương pháp tiếp cận không đúng cánh do mệt mỏi, tại thời điểm đó, Cơ trưởng Hoyle đã làm việc trong 21 giờ rưỡi từ khi chuyến bay khởi hành từ Sydney. 
Khi báo cáo về vụ tai nạn, điều tra viên Singapore cũng cho biết cơ trưởng Hoyle đã phạm sai lầm trong vụ tai nạn nhưng không ai phải chịu trách nhiệm hình sự. 

## Tưởng niệm
Trong 33 người đã chết trong vụ tai nạn thì có 24 người được chôn cất chung tại nghĩa trang Bidadari. 